# Шарме
Шарме́ (фр. Charmé) — коммуна во Франции, находится в регионе Пуату — Шаранта. Департамент — Шаранта. Входит в состав кантона Эгр. Округ коммуны — Конфолан.
Код INSEE коммуны — 16083.
Коммуна расположена приблизительно в 370 км к юго-западу от Парижа, в 75 км южнее Пуатье, в 34 км к северу от Ангулема.

## Население
Население коммуны на 2008 год составляло 380 человек.
| 1962 | 1968 | 1975 | 1982 | 1990 | 1999 | 2008 |
| ---- | ---- | ---- | ---- | ---- | ---- | ---- |
| 477  | 452  | 397  | 410  | 411  | 407  | 380  |

## Экономика
В 2007 году среди 230 человек в трудоспособном возрасте (15—64 лет) 134 были экономически активными, 96 — неактивными (показатель активности — 58,3 %, в 1999 году было 63,7 %). Из 134 активных работали 113 человек (60 мужчин и 53 женщины), безработных было 21 (11 мужчин и 10 женщин). Среди 96 неактивных 9 человек были учениками или студентами, 59 — пенсионерами, 28 были неактивными по другим причинам.

## Достопримечательности
- Приходская церковь Сен-Пьер (XII век), была реконструирована в 1853 году
  - Бронзовый колокол (1578 год). Исторический памятник с 1943 года[3]
- Замок Муссак (XVI век), башни датируются XV веком, ворота — 1614 годом, часовня — 1650 годом

## Фотогалерея

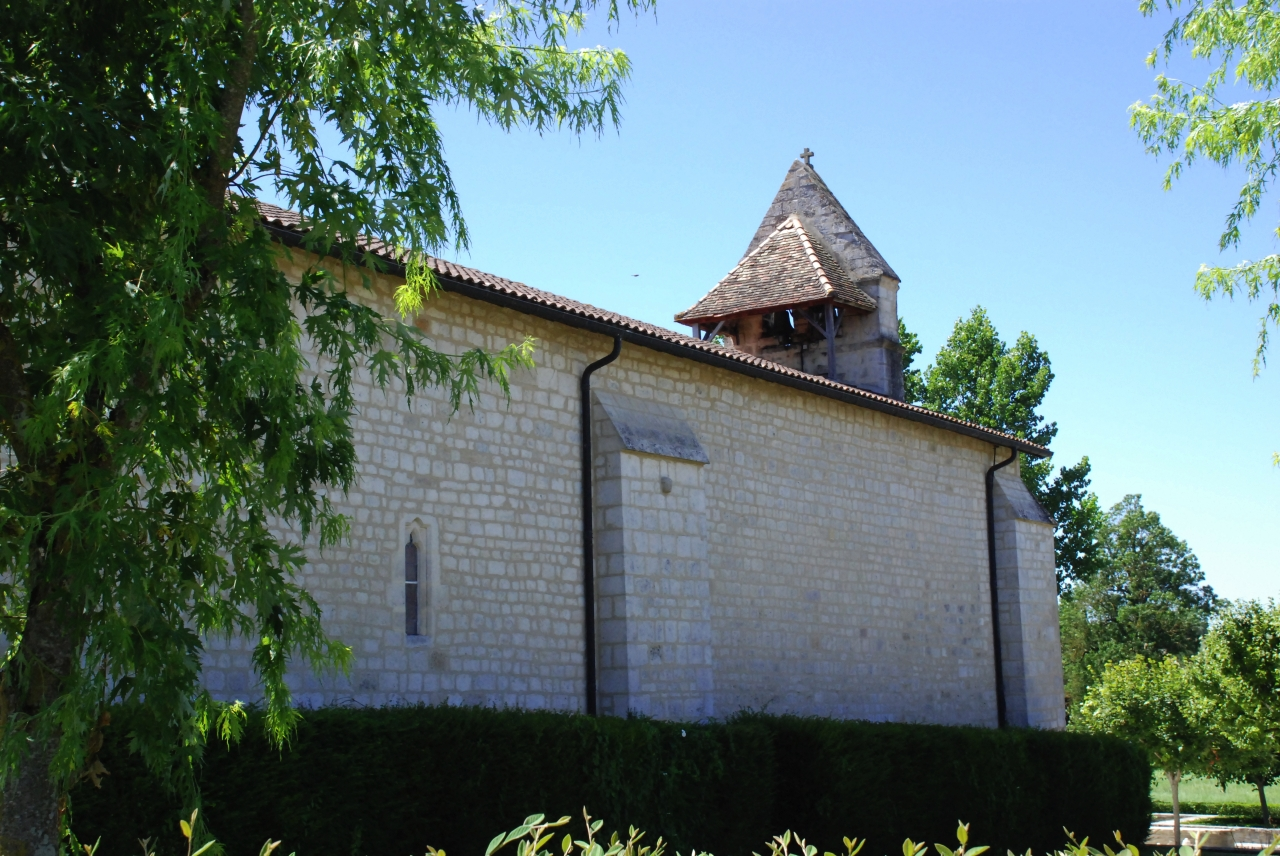
Церковь Сен-Пьер
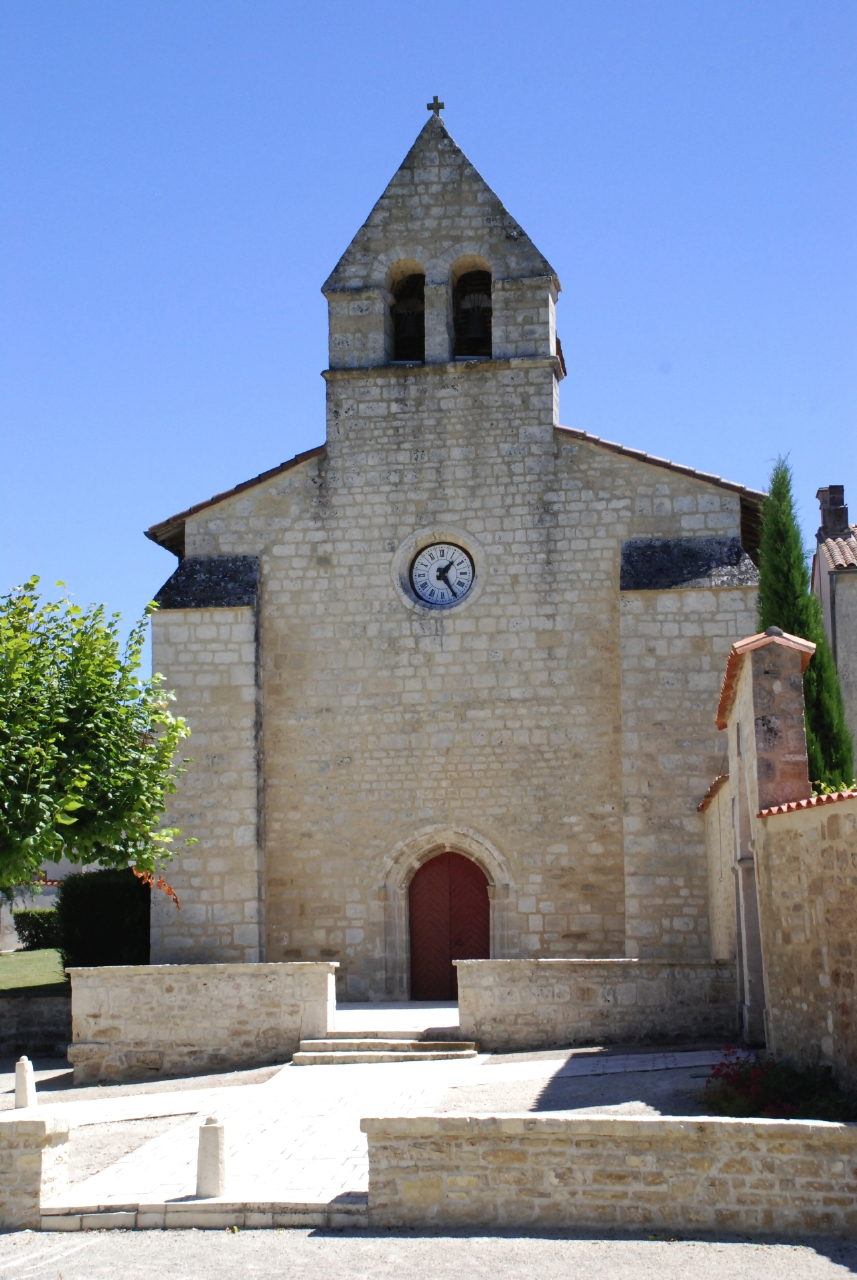
Церковь Сен-Пьер
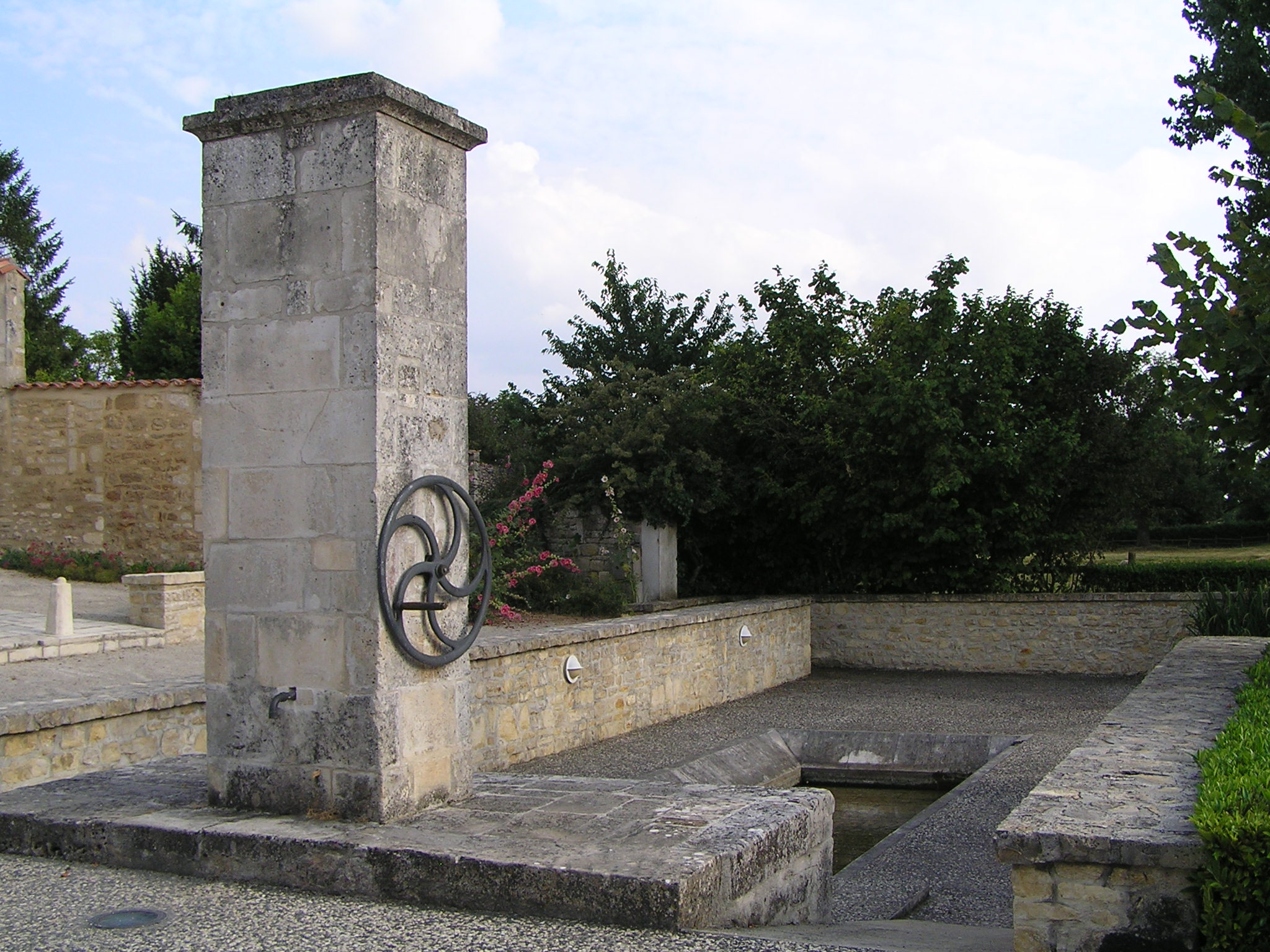
Общественная прачечная